# آراکسیا داوتیان
آراکسیا آشوتی داوتیان (ارمنی: Արաքսյա Աշոտի Դավթյան؛ انگلیسی: Araqsya Davtyan زادهٔ ۲۲ آوریل ۱۹۴۹ - درگذشته ۲۸ ژوئیهٔ ۲۰۱۰) اپرا، خوانندگی اهل ارمنستان بود.  وی بین سال‌های - تا - میلادی فعالیت می‌کرد.

## زندگی‌نامه
وی در ۲۲ آوریل ۱۹۴۹ در برداوان به دنیا آمد و از کنسرواتوار دولتی کومیتاس ایروان فارغ‌التحصیل گشت. وی در کنسرواتوار دولتی کومیتاس ایروان فعالیت می‌کرد. همچنین برندهٔ جوایزی همچون هنرمند مردمی جمهوری ارمنستان (۲۰۰۴)، هنرمند شایسته ارمنستان شوروی (۱۹۸۷) و هنرمند افتخاری فدراسیون روسیه شده است. وی در۲۸ ژوئیهٔ ۲۰۱۰ در سن ۶۱ سالگی در مسکو درگذشت و در پانتئون شهر ایروان به خاک سپرده شد.